# 洋里民居
洋里民居，位于中国福建省福鼎市白琳镇翠郊村，清乾隆十年（1746年）建。坐西朝东，占地面积10560平方米。平面呈方形，三列、三进加左右横屋。前有牌楼式八字大门，门内为木构太子亭。建筑均为硬山顶，穿斗式木构架，面阔五间。第二、三进为楼房。轩顶、斜撑等处木构件雕刻十分精美，石构台明和垂带石等形式较具特色。2005年5月11日公布为第六批福建省文物保护单位。